# Arbeitserlaubnis

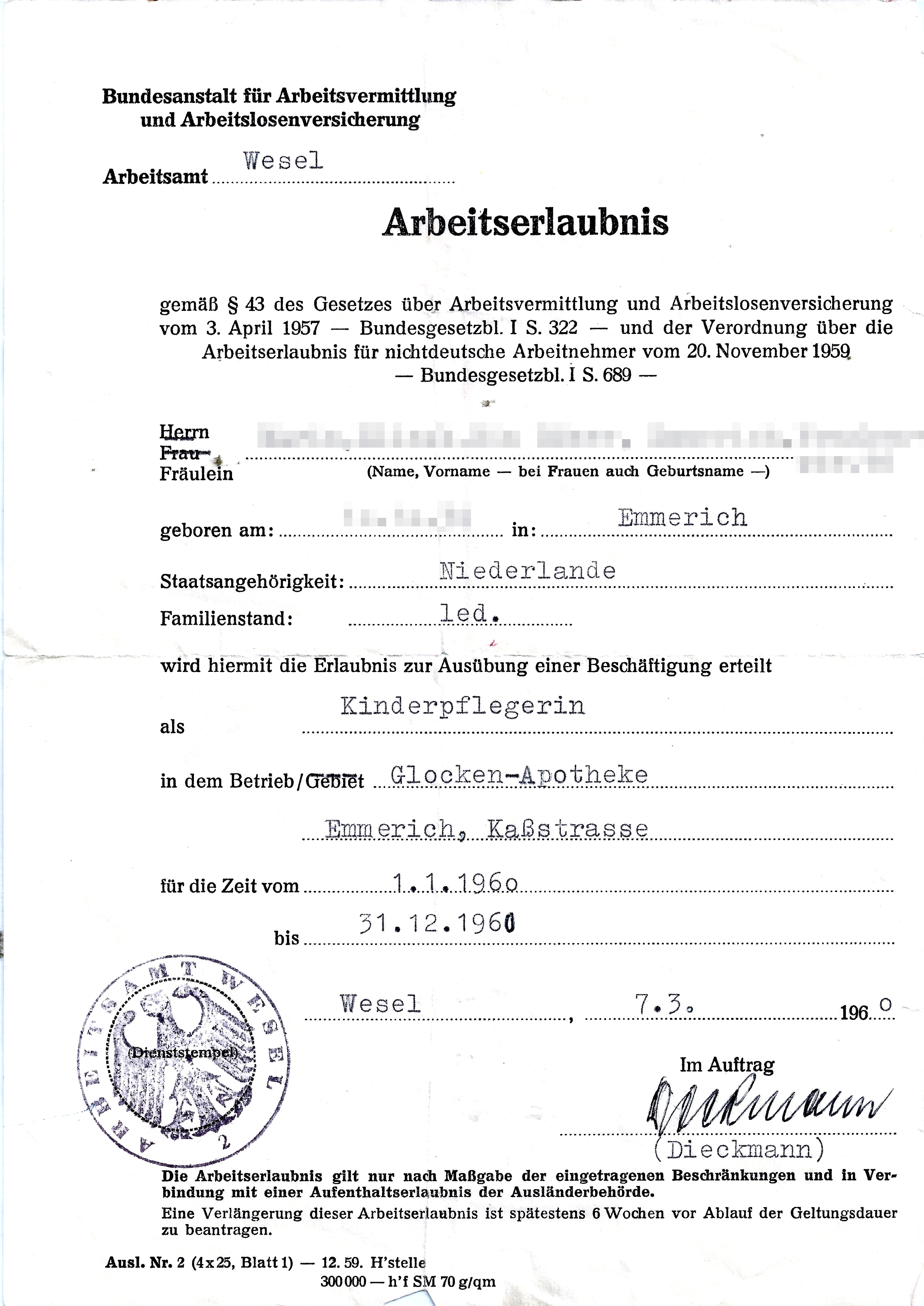
Arbeitserlaubnis für eine Person aus den Niederlanden, ausgestellt Arbeitsamt Wesel, 1960

Als Arbeitserlaubnis wird heute ein Eintrag im Aufenthaltstitel bezeichnet, der es einem Ausländer erlaubt, in Deutschland einer beruflichen Tätigkeit nachzugehen. Es besteht heute keine formell eigenständige Arbeitserlaubnis mehr, da diese durch das Zuwanderungsgesetz abgeschafft wurde, sie wird aber weiterhin oft so bezeichnet. Früher war sie eine von der Bundesagentur für Arbeit gegenüber Ausländern erteilte Genehmigung, im Bundesgebiet einer unselbständigen Erwerbstätigkeit nachgehen zu dürfen (ab 1998 § 284 SGB III in der bis 31. Dezember 2004 geltenden Fassung). An ihre Stelle ist am 1. Januar 2005 der Aufenthaltstitel getreten, in den die Berechtigung, einer Erwerbstätigkeit nachzugehen, eingetragen wird (§ 4a Abs. 3 AufenthG). Der Aufenthaltstitel ist ein Verwaltungsakt, der von der Ausländerbehörde erteilt wird. Soweit er Festlegungen über die Ausübung einer Beschäftigung enthält, bedarf er im Allgemeinen der behördeninternen Zustimmung der Bundesagentur für Arbeit (§ 39 Aufenthaltsgesetz [AufenthG]).
Arbeitserlaubnisse gibt es regelmäßig für eine Übergangszeit als Arbeitsgenehmigung-EU (§ 284 SGB III in der ab 1. Januar 2005 geltenden Fassung) für Unionsbürger aus den jüngsten Beitrittsstaaten und für ihre Familienangehörigen. Hintergrund hierfür ist, dass die europarechtliche Arbeitnehmerfreizügigkeit für Staatsangehörige solcher Staaten nur schrittweise hergestellt wird. Gegenwärtig werden solche Erlaubnisse nicht erteilt. Nach dem Wegfall der Arbeitsmarktbeschränkungen für kroatische Staatsangehörige am 1. Juli 2015 läuft die Regelung gegenwärtig leer.
Unionsbürger und ihre Familienangehörigen benötigen keine Arbeitserlaubnis; sie genießen die volle Arbeitnehmerfreizügigkeit (Art. 45 ff. AEUV). Zum Nachweis ihres Freizügigkeitsrechts erhielten sie bis zum 28. Januar 2013 eine Freizügigkeitsbescheinigung; seitdem benötigen sie überhaupt kein Aufenthaltsdokument mehr. Ihre Familienangehörigen erhalten weiterhin eine Aufenthaltskarte.

## Das Recht auf Erwerbstätigkeit
- Asylberechtigte, Konventionsflüchtlinge (§ 25 Abs. 1 und 2 AufenthG) sowie Ausländer mit einer Niederlassungserlaubnis (§ 9 Abs. 1 AufenthG) haben nach dem Aufenthaltsgesetz ein Recht auf Erwerbstätigkeit.
- Dasselbe gilt für ausländische Familienangehörige Deutscher (§ 27 Abs. 5 AufenthG), für Ausländer mit Aufenthalt aufgrund der Rückkehroption (§ 37 Abs. 1 AufenthG) sowie für Ausländer mit Aufenthaltstitel für ehemalige Deutsche (§ 38 Abs. 4 AufenthG).
- Zu Ausländern nachgezogene Familienangehörige erhalten ein Recht auf Erwerbstätigkeit, soweit der Ausländer, zu dem der Familiennachzug erfolgt, zur Ausübung einer Erwerbstätigkeit berechtigt ist (§ 27 Abs. 5 AufenthG). Sie erhalten anders als bisher sofort ein Recht auf unbeschränkten Zugang zur Beschäftigung, sowie ggf. einen Zugang zu selbständiger Erwerbstätigkeit, wenn der bereits hier lebende Partner diese Rechte besitzt.
- Für Asylbewerber (deren Asylverfahren noch läuft) und Gestattete (deren Asylantrag abgelehnt wurde, die aber nicht abgeschoben werden dürfen) gilt in den ersten drei Monaten ein generelles Beschäftigungsverbot bzw. in den ersten 6 Monaten wenn sie in einer Aufnahmeeinrichtung wohnen. Danach besteht ein Anspruch auf Erteilung einer Arbeitserlaubnis, es sei denn, dass konkrete Maßnahmen zur Aufenthaltsbeendigung bevorstehen.[2]
- Für Personen aus sicheren Herkunftsstaaten (Albanien, Bosnien und Herzegowina, Georgien, Ghana, Kosovo, Montenegro, Nordmazedonien, Republik Moldau, Senegal und Serbien), die nach dem 31. August 2015 einen Asylantrag gestellt haben und für Geduldete, die das Abschiebungshindernis selbst zu vertreten oder ihre Mitwirkungspflichten bei der Beseitigung des Abschiebungshindernisses verletzt haben, haben keinen Anspruch auf Erteilung einer Arbeitserlaubnis.[2]

An Stelle der Agentur für Arbeit ist seit dem 1. Januar 2005 die Ausländerbehörde zuständig, die Aufnahme einer Tätigkeit gegen Entgelt zu genehmigen. Die Agentur für Arbeit wird, soweit es nach dem Gesetz und den dazu ergangenen Verordnungen erforderlich ist, nur noch in einem behördeninternen Zustimmungsverfahren beteiligt. Die Erlaubnis, arbeiten zu dürfen, wird in den Aufenthaltstitel eingetragen (§ 4 Abs. 2 AufenthG).
Im Unterschied zum früheren Ausländergesetz unterscheidet das Aufenthaltsgesetz stärker zwischen selbständigen und unselbständigen Tätigkeiten. § 10 AuslG sprach noch von „unselbständiger Erwerbstätigkeit“ und meinte damit die Aufnahme eines Arbeitsverhältnisses. Die selbständigen Tätigkeiten blieben im AuslG unerwähnt und konnten nur im Rahmen einer sonstigen Aufenthaltsgenehmigung nach § 7 AuslG gestattet werden. Mit dem Inkrafttreten des Aufenthaltsgesetzes hat sich insoweit ein Bedeutungswandel vollzogen: Unter Erwerbstätigkeit versteht das Gesetz nun die selbständige Tätigkeit als Unternehmer und die unselbständige Tätigkeit als Arbeitnehmer in einem Arbeitsverhältnis (§ 2 Abs. 2 AufenthG). Die unselbständige Erwerbstätigkeit heißt jetzt Beschäftigung und wird in § 7 SGB IV legaldefiniert. Beide Begriffe müssen strikt auseinandergehalten werden: So dürfen Studenten maximal 120 volle Tage oder 240 halbe Tage im Jahr einer Beschäftigung nachgehen und studentische Nebentätigkeiten ausüben; selbständig erwerbstätig dürfen sie dagegen nicht sein (§ 16 Abs. 3 AufenthG).

## Zu Erwerbszwecken einreisende Ausländer, Hochschulabsolventen
Die Zulassung als Arbeitnehmer neu einreisender Ausländer zur Einreise und zur Ausübung einer Beschäftigung (§§ 18, § 19 AufenthG) regelt die Beschäftigungsverordnung (BeschV). Die Erlaubnis wird in der Regel nur für die in der BeschV genannten Tätigkeiten erteilt (Bsp. Au Pair; Spezialitätenköche; Wissenschaftler an öff. Einrichtungen; Journalisten)
Die BeschV regelt auch die Voraussetzungen für ausländische Studierende mit Aufenthaltserlaubnis zum Zwecke des Studiums, die im Anschluss an das Studium in Deutschland bleiben und arbeiten möchten. Sie dürfen im Anschluss an das Studium bis zu 18 Monate lang nach einem ihrem Abschluss angemessenen Arbeitsplatz suchen (§ 16 Abs. 4 AufenthG). Gemäß § 27 BeschV fällt dabei die Vorrangprüfung weg (von Okt. 2007 bis Dez. 2008 regelte dies die Hochschulabsolventen-Zugangsverordnung HSchulAbsZugV, seit Jan. 2009 die BeschV). Die Agentur für Arbeit prüft nur noch, ob Tätigkeit und Entlohnung der Qualifikation entsprechen. Für die Zeit der Arbeitsuche nach dem Studium (max. 18 Monate) ist ebenso wie im Studium eine arbeitserlaubnisfreie Erwerbstätigkeit bis zu 90 Tagen/180 halben Tagen im Jahr möglich (§ 16 Abs. 4 Satz 2 AufenthG).
Seit Januar 2009 gilt die genannte Regelung des § 27 BeschV für alle Ausländer mit deutschem Hochschulabschluss, auch wenn sie nach dem Studium Deutschland bereits verlassen haben und schon länger im Ausland leben. Sie erhalten ggf. ein Visum und eine Aufenthaltserlaubnis zu Beschäftigungszwecken, wenn sie ein ihrem Abschluss angemessenes verbindliches Arbeitsangebot nachweisen können.

## Nachrangiger Arbeitsmarktzugang

### Neues Recht
Seit dem 6. August 2019 unterliegt die Aufnahme einer Beschäftigung einer Person mit Aufenthaltsgestattung oder mit Duldung keiner Vorrangprüfung mehr.

### Altes Recht
Ein Arbeitsmarktzugang für die nicht in § 25 Abs. 1 und 2 AufenthG genannten Ausländer mit Aufenthaltserlaubnis aus völkerrechtlichen, humanitären oder politischen Gründen (Abschnitt 5 AufenthG) ist zwar für alle Tätigkeitsbereiche, aber im Regelfall nur nachrangig möglich (Arbeitsmarktprüfung – § 39 AufenthG).
Dazu ein Beispiel: Ein Ausländer findet einen Job bei einem Arbeitgeber. Er darf aber noch nicht anfangen, sondern muss erst bei der Ausländerbehörde eine Arbeitserlaubnis beantragen. Die Ausländerbehörde gibt den Vorgang an die Arbeitsagentur weiter, die zunächst prüft, ob der Ausländer nicht zu ungünstigeren Arbeitsbedingungen als vergleichbare deutsche Arbeitnehmer beschäftigt werden soll, was insbesondere bedeutet, dass ihm mindestens der ortsübliche Lohn (wenn auch kein Tariflohn) gezahlt werden muss. Dazu muss der Arbeitgeber der Arbeitsagentur Auskunft über Bezahlung, Arbeitszeiten und sonstige Arbeitsbedingungen erteilen (§ 39 Abs. 2 Satz 3 AufenthG).
Die Arbeitsagentur führt dann eine Vorrangprüfung (§ 39 Abs. 2 Satz 1 Nummer 1 AufenthG) durch. Sie fordert den Arbeitgeber auf, einen „Vermittlungsauftrag“ zu erteilen, und schickt ihm bis zu sechs Wochen lang „bevorrechtigte“ Arbeitslose (Deutsche, Ausländer mit unbeschränkter Erlaubnis zur Erwerbstätigkeit). Diese Arbeitslosen müssen sich auf den Job bewerben und ggf. vorstellen, um mögliche Sanktionen (Sperrzeit, Kürzungen der Grundsicherung für Arbeitsuchende usw.) zu vermeiden. Wenn der Arbeitgeber gut begründen kann, dass darunter kein geeigneter Bewerber war, somit also bevorrechtigte Arbeitnehmer „nicht zur Verfügung stehen“ (§ 39 Abs. 2 Nr. 1 AufenthG), gilt die Vorrangprüfung als bestanden. Die Arbeitsagentur erteilt dann die „Zustimmung“ zu der Arbeitserlaubnis und schickt den Vorgang an die Ausländerbehörde. Dann kann die Ausländerbehörde eine Arbeitserlaubnis für den gefundenen Job erteilen, und der Ausländer darf mit der Arbeit beginnen.
Ausnahmen von der Arbeitsmarktprüfung und damit ein unbeschränkter Zugang zur Beschäftigung ohne Arbeitsmarktprüfung sind laut Beschäftigungsverfahrensverordnung (BeschVerfV) in folgenden Fällen vorgesehen:
- für Ausländer, die sich mindestens drei Jahre in Deutschland erlaubt oder geduldet aufgehalten oder zwei Jahre rechtmäßig eine versicherungspflichtige Beschäftigung im Bundesgebiet ausgeübt haben, wenn sie in Besitz einer Aufenthaltserlaubnis sind (§ 3b BeschVerfV),

- nach einjähriger Tätigkeit bei demselben Arbeitgeber zur Fortführung der Beschäftigung dort (§ 6 BeschVerfV),

- für im Alter von unter 18 Jahren eingereiste Jugendliche mit einer Aufenthaltserlaubnis und mit deutschem Schulabschluss bzw. abgeschlossener berufsvorbereitender Maßnahme, oder bei Aufnahme einer anerkannten Berufsausbildung (§ 3a BeschVerfV),

- in besonderen Härtefällen. Als solche gilt z. B., zumindest bei Ausländern mit Duldung oder Aufenthaltserlaubnis/-befugnis aus humanitären Gründen, eine behandlungsbedürftige Traumatisierung durch Krieg oder Verfolgung, wenn laut Bestätigung des behandelnden Facharztes die Beschäftigung Bestandteil der Therapie im Rahmen eines längerfristig angelegten Therapieplans ist (§ 7 BeschVerfV) und

- für einen Teil der (spezielle Qualifikationen voraussetzenden) Tätigkeitsbereiche nach der für neu einreisende Ausländer geltenden Beschäftigungsverordnung – BeschV (§ 2 BeschVerfV).

Die Ausländerbehörde muss jedoch auch in diesen Fällen, mit Ausnahme der qualifizierten Tätigkeiten nach § 2 BeschVerfV, die Arbeitsagentur beteiligen, um deren „Zustimmung“ zur Arbeitserlaubnis zu erhalten. Die Zustimmung muss dann aber abweichend von § 39 Abs. 2 Satz 1 Nr. 1 AufenthG ohne Arbeitsmarktprüfung und ohne Prüfung der Arbeitsbedingungen erteilt werden. Es kommt also nicht darauf an, ob bevorrechtigte Bewerber verfügbar sind, und ob der Ausländer eine angemessene Vergütung erhält.
Die Zustimmung und damit auch die Arbeitserlaubnis muss in den o. g. Fällen des vierjährigen Aufenthalts in Deutschland sowie bei Menschen, die als Jugendliche eingereist sind, unbefristet und ohne Beschränkung auf eine bestimmte berufliche Tätigkeit, einen bestimmten Arbeitgeber, eine bestimmte Region oder bestimmte Arbeitszeiten erteilt werden (§§ 8 Satz 2, § 9 Abs. 4 in Verbindung mit § 13 BeschVerfV).
Bezüglich der Vorrangprüfung bestehen Ausnahmeregelungen in Engpassberufen („Positivliste“ der Mangelberufe nach § 6 Absatz 2 Satz 1 Nr. 2 BeschV) und für Hochqualifizierte (§ 3 BeschV). Zudem verzichtet die Bundesagentur für Arbeit ab Inkrafttreten des Integrationsgesetzes bei Asylbewerbern und Geduldeten mit guter Bleibeperspektive drei Jahre lang in bestimmten Regionen auf die Vorrangprüfung.
Asylbewerber dürfen für die ersten drei (früher: 12) Monate überhaupt nicht arbeiten (§ 61 Abs. 2 AsylG), anschließend gilt für bis zu 15 Monate ein nachrangiger Arbeitsmarktzugang nach der BeschVerfV (siehe oben). Auch Ausländer mit Duldung dürfen für die ersten drei (früher: 12) Monate nicht arbeiten (§ 10 BeschVerfV). Sowohl für Asylbewerber als auch für Ausländer mit Duldung gilt anschließend ein nachrangiger Arbeitsmarktzugang nach der BeschVerfV (siehe Vorrangprüfung oben); die Vorrangprüfung entfällt jedoch für bestimmte Fachkräfte und Personen mit Hochschulbildung und entfällt generell nach einem Inlandsaufenthalt von 15 Monaten. Nach § 11 BeschVerfV ist ein darüber hinausgehendes Arbeitsverbot zulässig, wenn der Ausländer nachweislich eingereist ist, um hier von Sozialhilfe zu leben, oder wenn er durch sein Verhalten vorwerfbar seine im Übrigen zulässige und mögliche Abschiebung verhindert (z. B. fehlende Mitwirkung bei der Passbeschaffung).

## EU-Angehörige und EWR-Angehörige
Staatsangehörige der EU sowie der sonstigen EWR-Staaten (Island, Liechtenstein, Norwegen) einschließlich ihrer Familienangehörigen – auch solche mit einer Drittstaatsangehörigkeit (Staatsangehörigkeit eines Nicht-EWR-Landes) – haben einen unbeschränkten Zugang zu Beschäftigung und selbständiger Erwerbstätigkeit. Sie benötigen hierzu keine Erlaubnis. Ihre drittstaatsangehörigen Familienangehörigen haben Anspruch auf Erteilung einer Aufenthaltskarte (§ 5 Abs. 2 FreizügG/EU). Beides dient als Nachweis des Aufenthaltsrechts und des Rechts zur Aufnahme einer entgeltlichen Tätigkeit.

## Staatsangehörige der Schweiz
Staatsangehörige der Schweiz und ihre Familienangehörigen genießen nach dem Freizügigkeitsabkommen EG-Schweiz vom 21. Juni 1999 eine freizügigkeitsähnliche Stellung, erhalten aber (formal) eine Aufenthaltserlaubnis mit dem besonderen Eintrag Aufenthaltserlaubnis-CH. In diese Aufenthaltserlaubnis wird auch eingetragen, dass die Erwerbstätigkeit gestattet ist.

## Übergangsregelung
Die Übergangsregelung in § 105 Abs. 1 AufenthG stellt klar, dass eine nach altem Recht erteilte Arbeitserlaubnis bis zum Ablauf ihrer Geltungsdauer bestehen bleibt. Da bis 31. Dezember 2004 zusätzlich eine Aufenthaltserlaubnis benötigt wurde und diese ebenfalls fortgilt (§ 101 Abs. 2 AufenthG), ändert sich am bestehenden Zustand zunächst nichts. Wird die Erneuerung des Aufenthaltstitels erforderlich, weil dieser abgelaufen ist, ist die alte Arbeitserlaubnis aber noch gültig, gilt sie als Zustimmung der Bundesagentur für Arbeit für die verbleibende Gültigkeitsdauer. Die in der alten Arbeitserlaubnis enthaltenen Maßgaben müssen von der Ausländerbehörde in den neuen Aufenthaltstitel übertragen werden. Diese Übergangsregelung ist infolge Zeitablaufs inzwischen weitgehend gegenstandslos.
Die (unbefristete) Arbeitsgenehmigung alten Rechts ist bereits am 31. Dezember 2004 als solche erloschen (§ 105 Abs. 2 AufenthG). Sie gilt seitdem nur noch als uneingeschränkte Zustimmung der Bundesagentur für Arbeit zur Aufnahme einer Beschäftigung fort. Der Betroffene benötigt seit 1. Januar 2005 einen Aufenthaltstitel, der die Beschäftigung ausdrücklich gestattet, soweit er nicht bereits im Besitz eines solchen ist.

## Rechtsweg
Da Grundlage der ausländerrechtlichen Beschäftigung seit 1. Januar 2005 allein der Aufenthaltstitel ist, muss im Streitfalle die Ausländerbehörde in Anspruch genommen werden. Das gilt auch dann, wenn die Erteilung des Aufenthaltstitels allein an der fehlenden Zustimmung (§ 39 AufenthG) der Bundesagentur für Arbeit scheitert. In diesem Fall ist die Bundesagentur für Arbeit dem Verfahren vor dem Verwaltungsgericht notwendig beizuladen (§ 65VwGO). Eine Zuständigkeit des Sozialgerichts besteht nicht. Anders als beim Sozialgericht ist das Verfahren vor dem Verwaltungsgericht kostenpflichtig, weshalb ggf. Prozesskostenhilfe zu beantragen ist.
Die Durchsetzung einer Beschäftigungserlaubnis ist zwar grundsätzlich auch im einstweiligen Rechtsschutz (im Wege einer einstweiligen Anordnung nach § 123 VwGO) möglich, in der Praxis aber selten, da der Betroffene oft keinen Anordnungsanspruch (Anspruch auf Zulassung zu einer ganz bestimmten Beschäftigung) hat und erst recht keinen Anordnungsgrund (Eilbedürftigkeit) geltend machen kann. Denn Eilbedürftigkeit setzt den Eintritt eines nicht wiedergutzumachenden Schadens voraus, wenn die einstweilige Anordnung nicht erginge. Die bloße Nichtzulassung zum Arbeitsmarkt genügt dafür im Allgemeinen nicht.